# ماجي (فلم)
ماجي (بالتركية: Magi) هو فيلم رعب تركي من إخراج حسان كاراجاداغ سنة 2008، وبطولة كل من مايكل مادسن وستيفن بالدوين وآخرين.

## القصة
انتقلت مارلا إلى إسطنبول قبل بضع سنوات، وهي الآن تدرس اللغة الإنكليزية في إحدى مدارس اللغة المحلية، أما أختها أوليفيا صحفية في نيويورك تقرر السفر إلى تركيا بعد علمها بحمل أختها مارلا التي كانت متزوجة من قبل ولكن قررت الانفصال مع الاحتفاظ بطفلها، إلا أن الأحداث الشريرة بدأت في منزلها.

## روابط خارجية
- ماجي على موقع IMDb (الإنجليزية)
- ماجي على موقع فيلمافينيتي (الإسبانية)
- ماجي على موقع قاعدة بيانات الفيلم (الإنجليزية)
- ماجي على موقع ليتربوكسد (الإنجليزية)
- ماجي على موقع كينوبويسك (الروسية)